# Snorri Þorbrandsson
Snorri Þorbrandsson también Helgi Þorbrandsson (Thorbrandsson, n. 1000) fue un vikingo y bóndi de Hof í Álptafirði, Suður-Múlasýsla en Islandia. Era hijo de Þorbrandur Þorfinnsson, y aparece como personaje en la saga Eyrbyggja, y las sagas de Vinlandia.
Junto a otros notables, Snorri apoyo a Erik el Rojo en su disputa contra Þorgestur Steinsson, lo que no impediría la condena al destierro por tres años que el althing de Thorness sentenciaría a Erik. Más tarde lideraría junto a Thorfinn Karlsefni y Erik el Rojo las expediciones hacia Groenlandia, y Vinland. En Groenlandia fundaría su hacienda en Alptafjord (Álptafjörð), a quien dio el mismo nombre de su tierra de origen en Islandia.
En Vinland se posicionó junto a Thorfinn prohibiendo a los colonos intercambiar armas con los skrælings (aborígenes), los continúos desplantes y diferencias desembocaron en una guerra abierta donde su hijo Þorbrand Snorrason perdería la vida.